# 323 до н. е.

## Події
- Ламійська війна
- Похід Фіброна до Киренаїки

## Народились
- Рінтон — давньогрецький драматург.

## Померли
- 13 червня — у Вавилоні (сучасний Ірак) помер 33-річний Александр Македонський, великий полководець і завойовник, чия імперія простяглася від Середземного моря до Індії.
- Діоген Синопський — давньогрецький філософ.
- Лікург — давньогрецький політичний діяч.